# 前田栄治
前田 栄治（まえだ えいじ、1961年8月24日 - ）は、日本の中央銀行家、エコノミスト。株式会社ちばぎん総合研究所代表取締役社長。元日本銀行理事。日本銀行在籍時代には、日本銀行のチーフ・エコノミスト的存在と評された。

## 見解・主張
- 2012年1月12日の日経景気討論会において「欧州危機がどう収束するのか極めて不確実性が高い。これを解決するには問題のある国で財政構造の改革や産業競争の実現などをどうしても進める必要があり、時間がかかる」「対応に時間がかかる間に危機が現実のものとならないように欧州各国が取り組まなければならないが、欧州安定メカニズムを前倒しでやったり財政均衡ルールを決めるなど少しずつではあるが対応は進んでいる。政治対応がしっかり信認を得られれば危機の収束は可能とみており、強い意志で迅速に対応してほしい」との見解を示した[4]。
- また、同討論会において「日本の債務残高は極めて高水準にあるが、国債市場が安定している。これは市場参加者がいずれ抜本的な取り組みを進めると信じているからだ。ただ市場の見方は非連続的に変わるものなので、市場から信認を得られている今のうちに財政再建を進めていかなければならない」との見解を示した[5]。

## 略歴
- 1985年3月 東京大学経済学部卒業
- 1985年4月 日本銀行入行
- 1989年 ノースウェスタン大学経済学部大学院入学
- 1994年 日本銀行ニューヨーク事務所駐在参事付
- 1998年 日本銀行企画室調査役
- 1998年 日本銀行調査統計局調査役
- 2003年 日本銀行金融市場局金融調節課長
- 2006年 日本銀行調査統計局参事役
- 2009年 日本銀行金融機構局参事役
- 2010年 日本銀行政策委員会室秘書役
- 2011年4月 日本銀行調査統計局長
- 2015年8月 日本銀行金融市場局審議役[6]
- 2015年9月 日本銀行金融市場局長[7]
- 2016年5月 日本銀行理事[8]
- 2020年6月 株式会社ちばぎん総合研究所代表取締役社長[9]

## 著書
- アラン・ブラインダー『金融政策の理論と実践』河野龍太郎, 前田栄治、東洋経済新報社、1999年12月。ISBN 4492652604。